# 北都公路
北都公路（英語：Northern Metropolis Highway），是香港政府於2022年施政報告中提出興建的快速公路，初步計劃中的路線由天水圍開始，以隧道形式向東穿過元朗工業區、南生圍、牛潭尾，在新田科技城以南轉向北，並在古洞北及馬草壟外繞過，連接粉嶺繞道後，預留延伸至香園圍公路，全長約23公里。由於政府財政赤字，公路的隧道長度由原先的15公里縮減至10公里，勘查費用亦有原先的11.3億港元削減至6.88億港元，其中新田段規劃工作由38個月削減至25個月。全線預定在2027年招標，2028年開工，爭取在2036年或以前通車。立法會工務小組於2025年2月7日通過撥款申請。其後政府又研究將北都公路向西延伸至洪水橋。